# Chrtníč
Chrtníč (německy Chirtnitsch) je obec v okrese Havlíčkův Brod v Kraji Vysočina. Žije zde 120 obyvatel. Obcí protéká potok Radinovka, který je pravostranným přítokem říčky Sázavky. Součástí obce je dvůr Radinov a osada Okrouhlík.

## Historie
První písemná zmínka o obci pochází z roku 1391. 
Sbor dobrovolných hasičů byl v obci založen v roce 1899. Ve stejném roce bylo v obci celkem 57 domů (včetně dvoru Radinov a osady Okrouhlík). V roce 1902 pak byla postavena hasičská zbrojnice. V srpnu téhož roku propukl velký požár, který zničil 34 čísel popisných včetně příslušenství a napáchal velké hospodářské škody v hodnotě 129 000 korun. Na hašení požáru se podílelo 15 hasičských jednotek z okolí.
V padesátých letech 20. století byla vybudována požární nádrž. Stavba kulturního domu začala v roce 1977 a předán k užívání byl na podzim následujícího roku.
| Rok            | 1869 | 1880 | 1890 | 1900 | 1910 | 1921 | 1930 | 1950 | 1961 | 1970 | 1980 | 1991 | 2001 | 2011 | 2021 |
| Počet obyvatel | 328  | 371  | 328  | 342  | 414  | 419  | 357  | 284  | 264  | 220  | 190  | 165  | 157  | 134  | 120  |

## Pamětihodnosti
- Kostel svatého Bartoloměje v Radinově
- Pomník padlým[6]
- Kříž u pomníku padlých
- Kaple se zvoničkou na návsi
- Kříž na návsi u kaple

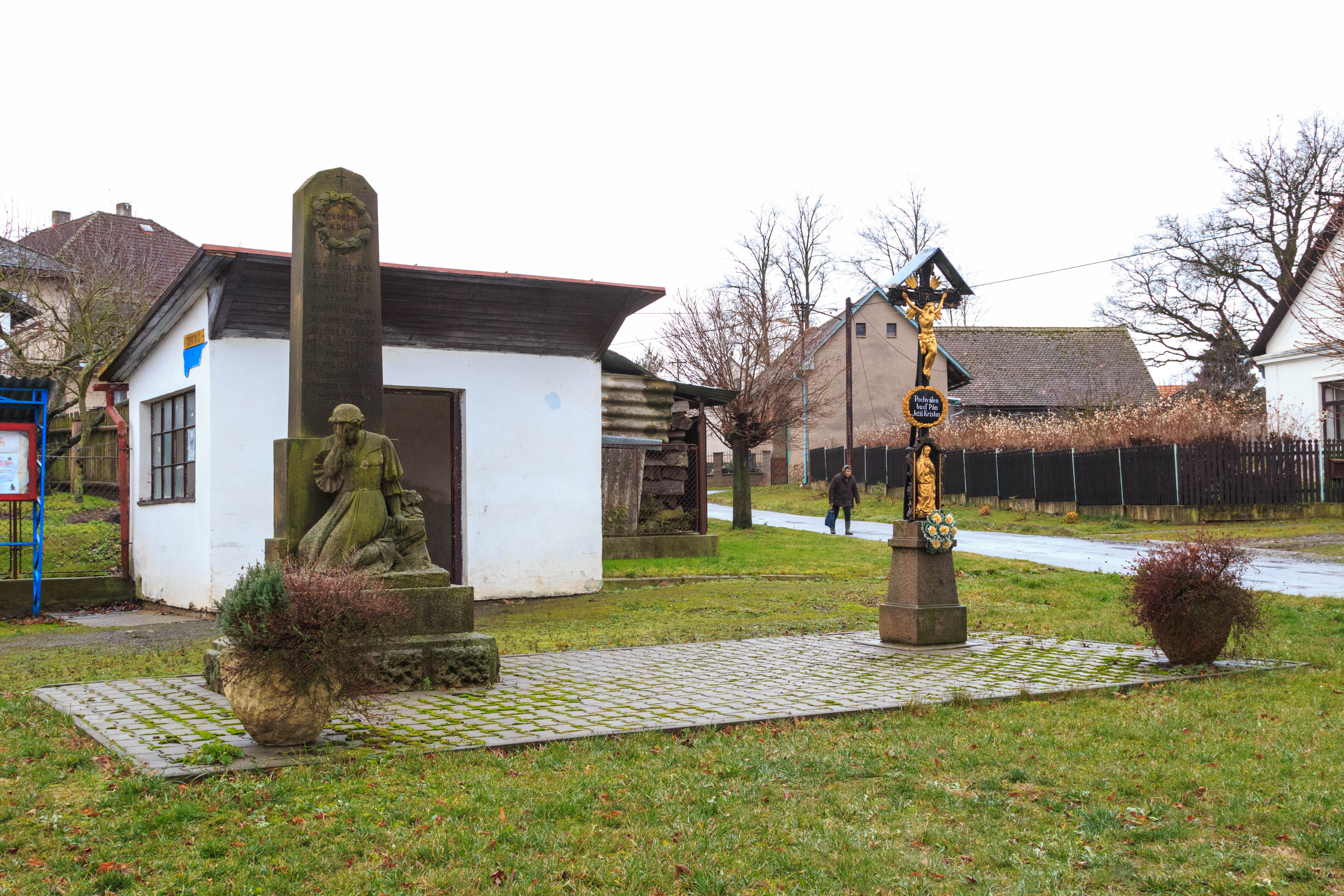
Pomník padlých a kříž u autobusové zastávky
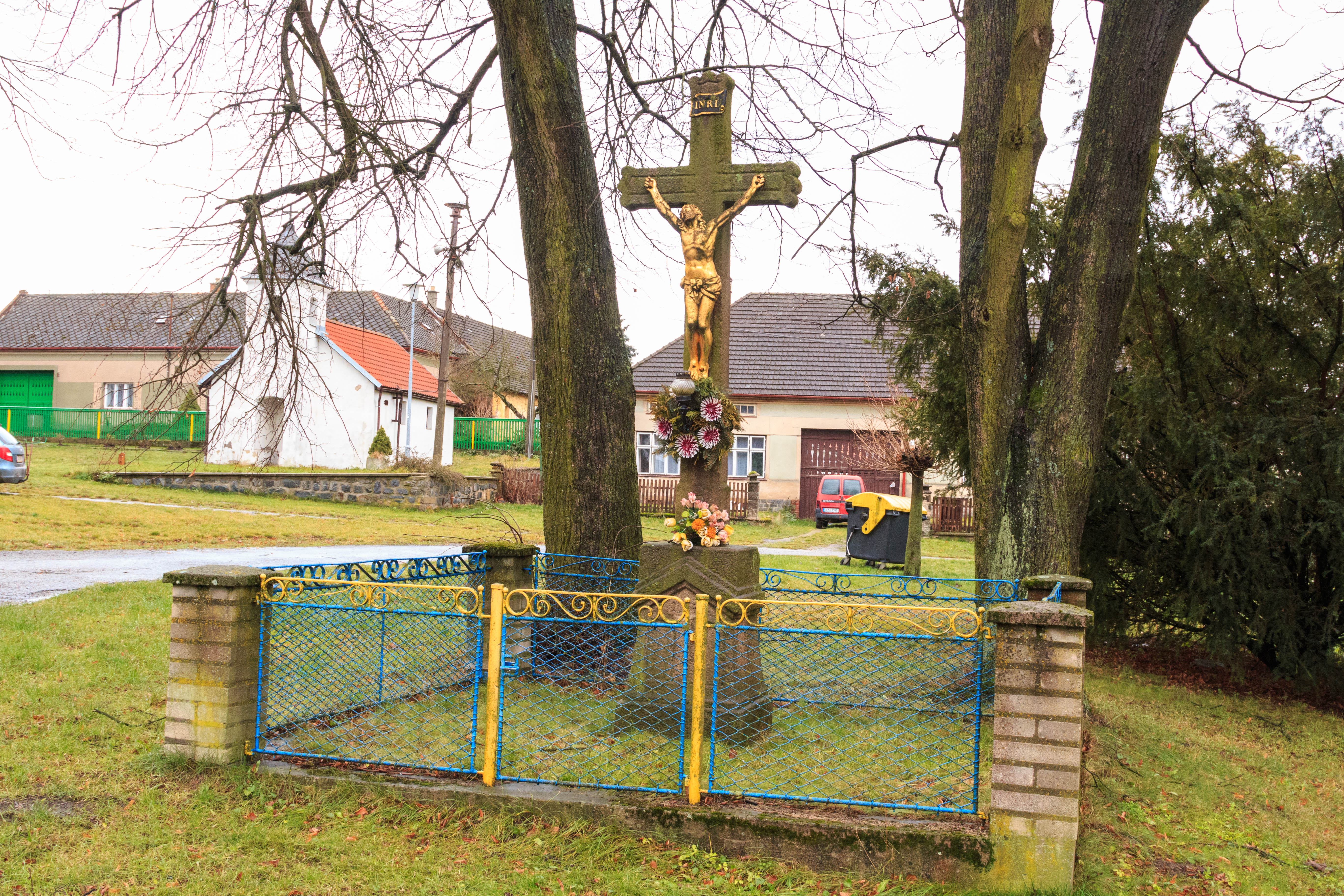
Kříž a kaple na návsi
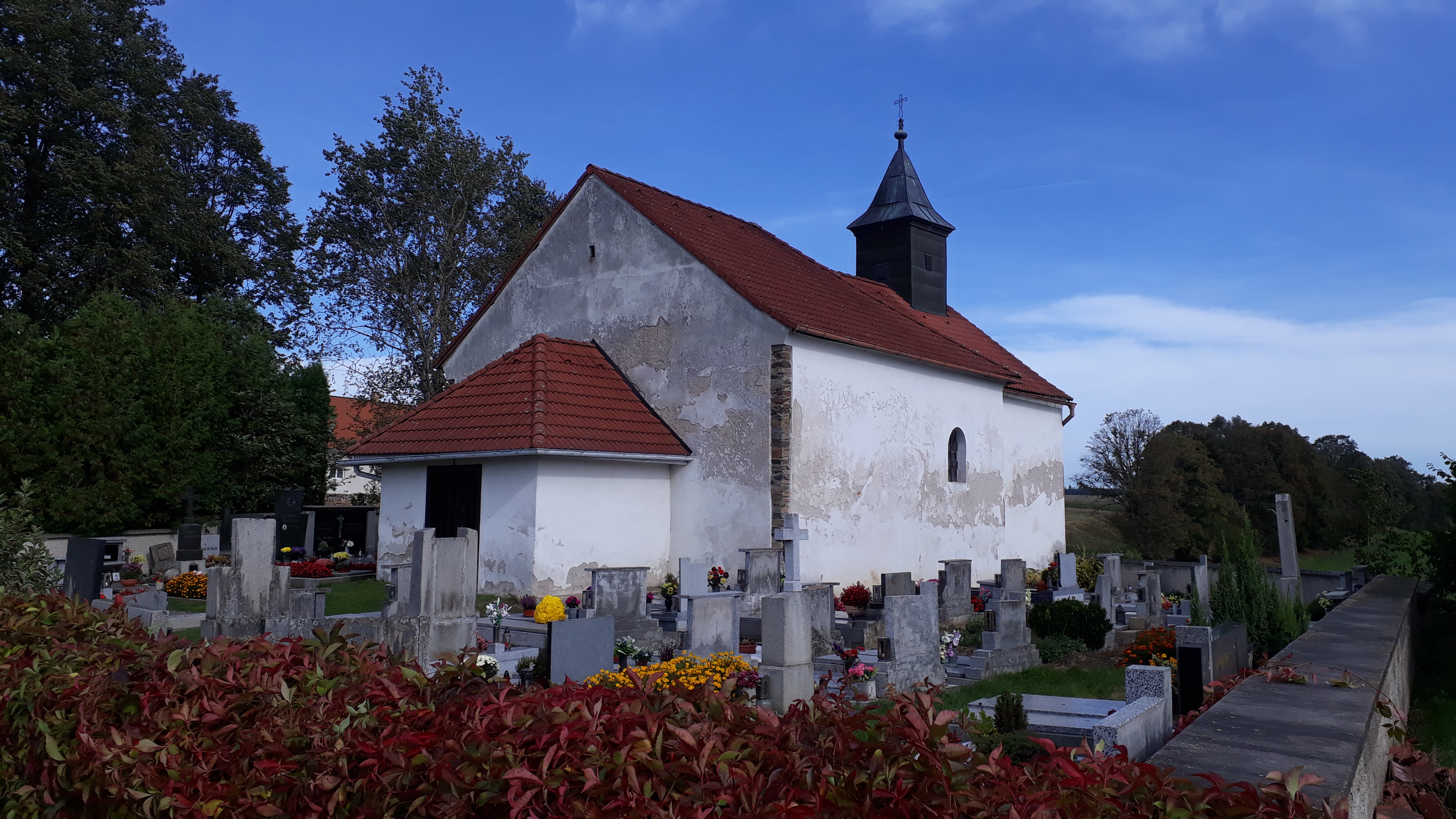
Kostel svatého Bartoloměje

## Společenské aktivity
Obec má hospodu a sál, kde se konají společenské akce. Každoročními akcemi jsou Kateřinská, myslivecký ples, uvítání prázdnin-dětský den či fotbalové turnaje.